# Philodromus hierosolymitanus
Philodromus hierosolymitanus es una especie de araña cangrejo del género Philodromus, familia Philodromidae. Fue descrita científicamente por Levy en 1977.